# TV's Frank
TV's Frank is een personage uit de televisieserie Mystery Science Theater 3000. Hij werd gespeeld door Frank Conniff.
Frank was de assistent van Dr. Clayton Forrester. Hij maakte zijn debuut begin seizoen 2, en bleef aanwezig tot het einde van seizoen 6. Hiermee verving hij Dr. Laurence Erhardt.

## Achtergrond
Volgens The Mystery Science Theater 3000 Amazing Colossal Episode Guide ontdekte Dr. Forrester Frank toen die aan het werk was in een vlakbijgelegen Arby's. In het begin werd hij gewoon Frank genoemd. Later nam hij de voornaam "TV's" aan als parodie op de bijnamen die tv-presentatoren vaak krijgen. Hij had de ongebruikelijke gewoonte om Dr. Forrester "Steve" te noemen.
Er is maar weinig bekend over Franks verleden, behalve dat hij op de Harriet Tubman High School heeft gezeten waar hij minstens twee keer is blijven zitten. Terwijl hij werkte bij Arby's, kreeg hij de bijnaam "Zeppo", naar Zeppo Marx.
Frank beschikt over een groot persoonlijk fortuin. Hoe hij dit heeft verkregen is niet duidelijk. Zijn fortuin komt altijd ter sprake wanneer er een grote som geld nodig is voor iets in de serie.

## Periode bij MST3K
TV's Franks eerste aflevering was #201 Rocketship X-M. In deze aflevering was hij nog niet helemaal gewend aan het idee dat hij niet langer bij Arby's werkte. Derhalve nam hij steeds bestellingen van fastfood op. Tot ongenoegen van Dr. Forrester haalde hij zelfs bijna de Satellite of Love terug naar de aarde zodat de crew mee kon eten.
Frank deed toen Joel nog in de satelliet zat altijd mee met de uitvinderswedstrijden.
Zijn laatste reguliere optreden was in aflevering #624 Samson vs. the Vampire Women. Hij vertrok na deze aflevering naar de "Second-Banana hemel", waar handlangers en dienaren rustig konden leven zonder onderdrukking van hun wrede meesters. Dr. Forrester was behoorlijk geschokt over het feit dat Frank hem verliet, en schreef hier zelfs een lied over.
Frank had nog wel een gastrol in de aflevering Soultaker uit het tiende seizoen, waarin hij een baan had gekregen in het hiernamaals als een "zielophaler".
Gedurende Franks tijd in de serie was een veel gehoorde catchphrase "Push the button, Frank!".

## Rol
Frank diende meestal als tegenpool voor zijn slechte baas. Hij moest dienen als proefkonijn in veel van Dr. Forresters experimenten, en Dr. Forrester reageerde geregeld zijn woedde af op Frank. Meerdere malen kwam Frank door deze experimenten pijnlijk om het leven, maar was de aflevering erop weer springlevend. Het is niet bekend of hij steeds door Dr. Forrester weer tot leven wordt gebracht, of dat hij zelf een soort bovenmenselijke gave bezit.
Frank nam geregeld wraak door direct of indirect Dr. Forrester tegen te werken. In de aflevering The Sinister Urge wilde hij, na het zien van te veel actiefilms, Dr. Forrester en Deep 13 opblazen. Het was enkel dankzij Mike en de Bots dat Dr. Forrester hem tegen kon houden.